# إيميريخ ييني
إيميريك ييني (بالرومانية: Emeric Jenei)، من مواليد 22 مارس 1937 في أغريش بالقرب من أراد في رومانيا، وهو لاعب كرة قدم روماني ومدرب كرة قدم سابق، وفي مايو 1986 قاد فريق ستيوا بوخارست إلى الفوز بدوري أبطال أوروبا، وهو يعتبر أفضل مدرب كرة قدم على الإطلاق في رومانيا، وقد أصبح مثلا أعلى للمدربين الأصغر منه سنا مثل أنغيل يوردانيسكو وفيكتور بوتوركا.

## مسيرته كلاعب
بدأ إيميريخ مسيرته الكروية مع نادي فلامورا روسي أراد في موسم 1955/1956، قبل أن ينضم إلى نادي ستيوا بوخارست في عام 1957 بعمر عشرين سنة، وقد لعب معهم حتى عام 1969، وبعدها ترك رومانيا ليلعب في نادي كايسرسبور في تركيا، وفي عام 1971 اعتزل كرة القدم كلاعب وانتقل إلى التدريب.
ومن خلال فترة لعبه، شارك مع منتخب رومانيا لكرة القدم في 12 مباراة دولية بين عامي 1959 و1964، وقد فاز بلقب الدوري الروماني ثلاثة مرات في أعوام 1960 و1961 و1967.

## مسيرته التدريبية
وقد كانت مسيرت جيني التدريبية ممتازة، وبعد عودته من تركيا، عين مساعدا للمدرب في نادي ستيوا بوخارست في موسم 1972/1973، وبعدها بسنه، عين كمدرب للنادي، وقد فاز بأول لقب له كمدرب في عام 1976، وبعدها فاز بلقب ثاني في عام 1978، ولكن في نهاية الموسم عين المدرب جورجي كونستانتين بديلا منه.
في موسم 1978/1979 درب نادي بيهور أورادي، ولكن الفريق أنهى الموسم بالمركز الأخير، فطرد المدرب، وفي موسم 1981/1982 عين مدربا لنادي تارغوفيستي، وبعدها عاد إلى تدريب نادي ستيوا بوخارست مرة أخرى في موسم 1982/1983، ولكن بعدها بسنتين تم طرده من الفريق لأن لم يحقق ألقاب، ولكنه عاد بعد طرده بأربعة أشهر، وفي عام 1985 فاز بلقب جديد مع النادي، وفي الموسم الذي تلاه، قاد ناديه إلى الفوز بلقب دوري أبطال أوروبا بعد أن تغلب على نادي برشلونة الإسباني بركلات الجزاء الترجيحية في مايو 1986.
في صيف 1986 تم تعيين مدربا مع زميله ماركو لوكيسكو لتدريب منتخب رومانيا لكرة القدم، وقد لعب في أول مباراة له مع المنتخب أمام منتخب النرويج لكرة القدم، وبعدها تم طرد لوكيسكو وأصبح جيني المدرب الوحيد للمنتخب الروماني، وقد فشل في التأهل مع الفريق إلى كأس الأمم الأوروبية لكرة القدم 1988، ولكنه قاد الفريق إلى التأهل إلى كأس العالم لكرة القدم 1990، وكان هذا التأهل هو الأول لمنتخب رومانيا منذ عشرين سنة، ومنذ الفترة أغسطس 1986 ويونيو 1990، قاد الفريق في 40 مباراة دولية، ومنها الفوزين على منتخب إسبانيا لكرة القدم في 1987 والفوز على منتخب إيطاليا لكرة القدم في 1988.
بعد كأس العالم لكرة القدم 1990 قام جيني بتدريب منتخب هنغاريا لكرة القدم، ولكنه فشل في تحقيق نتائج طيبة، فأقيل من تدريب الفريق، وعاد إلى تدريب ستيوا بوخارست في أبريل 1991، ولكن تمت إقالته في ديسمبر من عام 1991، وقد ابتعد عن التدريب لفترة بعد هذه الإقالة، وفي أغسطس 1993، عاد إلى تدريب نادي ستيوا بوخارست للمرة الخامسة في تاريخه، وفاز بلقب الدوري الروماني بعد عام واحد.
في عام 1996 درب نادي يونيفرسيتاتي كرايوفا، ولكن تمت إقالته بعد عشرة مباريات، وبعدها بسنتين عاد إلى نادي ستيوا بوخارست ليقودهم للمرة السادسة في تاريخه، وفي عام 2000 ستدعي لتدريب منتخب رومانيا لكرة القدم مرة أخرى بسبب تورط مدرب المنتخب السابق فيكتور بوتوركا بفضائح ارتبطت باسمي جورجي بوبسكو وجورجي هاجي، وفي كأس الأمم الأوروبية لكرة القدم 2000، استطاع جيني أن يقود الفريق إلى التأهل إلى دور الثمانية من البطولة، وفي يونيو 2000 قرر اعتزال التدريب نهائيا.
وبعد عام 2000، أصبح جيني رئيسا لنادي بيهور أورادي، وقد عمل في الاتحاد الروماني لكرة القدم.

## روابط خارجية
- إيميريخ ييني على موقع قاعدة بيانات كرة القدم.إي يو (الإنجليزية)
- إيميريخ ييني على موقع ناشيونال فوتبول تيمز (الإنجليزية)
- إيميريخ ييني على موقع عالم كرة القدم.نت (الإنجليزية)
- إيميريخ ييني على موقع أوليمبيديا (الإنجليزية)